# Zeitschrift für Geschichtswissenschaft (1953)
Die Zeitschrift für Geschichtswissenschaft (ZfG) ist eine monatlich erscheinende deutschsprachige Fachzeitschrift für Geschichtswissenschaft. 

## Geschichte
Die ZfG wurde 1953 in Ost-Berlin begründet. Sie war bis 1989 das publizistische Flaggschiff der DDR-Geschichtswissenschaft. In der DDR hatte die Geschichtswissenschaft eine „zentrale politische und ideologisch bedeutsame Stellung“ inne. Sie sollte die Menschen im Osten Deutschlands „im Geist des sozialistischen Patriotismus und proletarischen Internationalismus“ erziehen und der „Herausbildung eines eigenen nationalen Bewusstseins“ dienen. Sie war streng marxistisch-leninistische ausgerichtet und bot keinen Raum für Abweichungen von der jeweiligen Parteilinie der SED.
Mit der Wende und der Wiedervereinigung wandelte sich die Zeitschrift grundlegend. Seit 1993 erscheint sie im Berliner Metropol Verlag und definiert sich seither als pluralistische Fachzeitschrift, die eine Art Mittlerfunktion zwischen der ostdeutschen und der westdeutschen Geschichtswissenschaft einnehmen wollte. Auf diese Weise sollte auch den „an den Rand gedrängten ostdeutschen Historikern und ihren internationalen Gesprächspartnern […] ein Forum“ reserviert werden. Gleichzeitig veränderte die ZfG ihr äußeres Erscheinungsbild und ersetzte den grünen Umschlag aus DDR-Zeiten durch Cover mit wechselnden Farben.

## Redaktionskollegium 1953–1990
Alfred Anderle, Walter Bartel, Gerhard Becker (Chefredakteur), Günter Benser, Rolf Dlubek, Dieter Fricke, Rigobert Günther, Gerhard Heinz, Heinz Heitzer, Manfred Kossok, Dieter Lange, Adolf Laube, Gerhard Lozek, Helmut Neef, Werner Paff, Wolfgang Ruge, Heinrich Scheel, Johannes Schildhauer, Gerhard Schilfert, Wolfgang Schumann, Max Steinmetz, Klaus Vetter (stellvertretender Chefredakteur), Eduard Winter.

## Thematische Schwerpunkte
Seit Anbeginn lag der Schwerpunkt auf Untersuchungen zur Neueren und Neuesten Zeit, insbesondere die jüngere deutsche Geschichte mit Schwerpunkt auf die Zeit des Nationalsozialismus sowie die Erforschung des Holocaust und seiner Folgen. Themen der Antike und der Mediävistik werden in der Zeitschrift hingegen seltener behandelt. Der Anteil der nicht-deutschen Historiker unter den Autoren ist trotz einer versuchten Öffnung für internationale Themen relativ gering.

## Herausgeber und Redaktion
Die Herausgeber wurden in einer Übergangsphase von 1990 bis 1994 fast vollständig ausgetauscht. Der derzeitige Herausgeberkreis besteht aus Wolfgang Benz, Michael Borgolte, Peter Steinbach, Ludmila Thomas und Benjamin Ziemann. Die redaktionelle Arbeit findet im Telefunken-Hochhaus der TU Berlin statt, am Sitz des Zentrums für Antisemitismusforschung, dessen Leiter Wolfgang Benz bis zum Jahr 2011 war. Die Redaktion obliegt Friedrich Veitl (verantwortlich), Angelika Königseder, Detlev Kraack und Swen Steinberg.